# Осни
О́сни — село в Україні, у Коростенському районі Житомирської області. Населення у 2001 році становило 138 осіб.

## Історія
Село засновано після 1868 році в урочищі Осни на південь від села Малахівка.

## Транспорт
- Возлякове (зупинний пункт)